# Mychajlo Wosnjak
Mychajlo Stepanowytsch Wosnjak (ukrainisch Михайло Степанович Возняк, russisch Михаил Степанович Возняк Michail Stepanowitsch Wosnjak; * 3. Oktober 1881 in Wilky Masowezki, Kronland Galizien, Österreich-Ungarn; † 20. November 1954 in Lwiw, Ukrainische SSR, Sowjetunion) war ein ukrainischer Literaturkritiker, Literaturhistoriker und Politiker.

## Leben
Mychajlo Wosnjak kam im galizischen Dorf Wilky Masowezki (Вільки Мазовецькі), dem heutigen Dorf Wolyzja im Rajon Schowkwa der ukrainischen Oblast Lwiw als Sohn einer armen Bauernfamilie zur Welt. Er absolvierte 1908 die Universität Lwiw, an der er ab 1939 Professor und ab 1944 Direktor der Abteilung für ukrainische Literatur war.
Ab 1929 war er Vollmitglied der Allukrainischen Akademie der Wissenschaften, aus der er 1934 ausgeschlossen und 1939 erneut als Vollmitglied aufgenommen wurde. Seit 1951 leitete er die Abteilung für ukrainische Literatur des Instituts für Sozialwissenschaften der Akademie der Wissenschaften der USSR in Lwiw.
Von 1940 an war er Abgeordneter der Werchowna Rada der Ukrainischen SSR.
Er starb 73-jährig in Lwiw und wurde dort auf dem Lytschakiwski-Friedhof beerdigt.

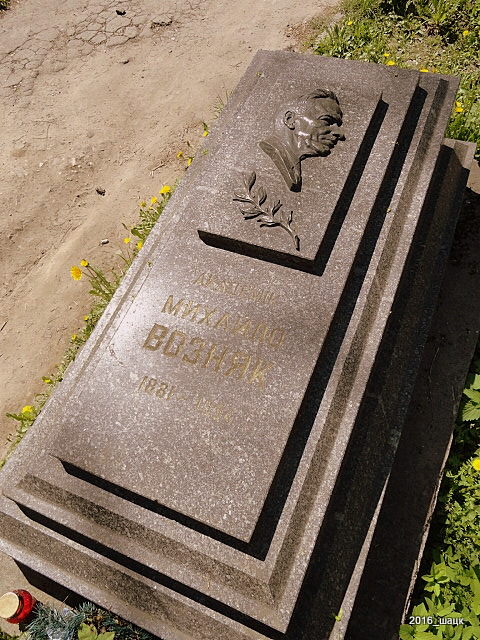
Wosnjaks Grab auf dem Lytschakiwski-Friedhof

## Werk
Wosnjak war Autor von etwa 600 wissenschaftlichen Publikationen über das Leben und das Werk von ukrainischen Schriftstellern (darunter Iwan Kotljarewskyj, Iwan Netschuj-Lewyzkyj, Markijan Schaschkewytsch, Taras Schewtschenko, Lessja Ukrajinka und Marko Wowtschok), der ukrainischen Folklore und des ukrainischen Theaters sowie der kulturellen Beziehungen der slawischen Völker. Außerdem war er der Autor der Geschichte der ukrainischen Literatur (Band 1–3, 1920–1924). Besonders hervorzuheben ist sein Beitrag zum Studium der Biographie und der Werke Iwan Frankos.
Auf seine Initiative hin fanden in Lemberg jährliche Konferenzen statt, die sich der Arbeit von Iwan Franko widmeten. Außerdem veröffentlichte er viele bis dahin nicht publizierte Werke von Franko.